# Steffen Schütz
Steffen Schütz (Eisenach, 1966) es un empresario y político alemán. Desde diciembre de 2024, ocupa el cargo de Ministro de Digitalización e Infraestructura del estado federado de Turingia. Es miembro del Parlamento estatal de Turingia desde septiembre de 2024 y comparte el liderazgo de la Alianza Sahra Wagenknecht en Turingia junto a Katja Wolf.

## Biografía
Schütz estudió comunicación en la Fachhochschule für Werbung und Gestaltung de Berlín entre 1987 y 1990. Posteriormente, en 1997, fundó su propia agencia de comunicación, donde ha ejercido como director desde su creación.
A mediados de 2024, Steffen Schütz fue elegido colíder de la Alianza Sahra Wagenknecht - Por la Razón y la Justicia (BSW) en el estado federado de Turingia, junto a Katja Wolf. Aunque ostenta el cargo de colíder, Schütz ha permanecido en un segundo plano frente a Wolf, quien fue la principal candidata del partido a Ministra-Presidenta en las elecciones estatales de Turingia de ese año. Schütz ocupó el segundo lugar en la lista estatal del partido, detrás de Wolf.
En esas elecciones, la Alianza obtuvo un resultado histórico, alcanzando el 15 % de los votos y asegurando 15 escaños en el Landtag, el mejor desempeño en una elección estatal para el partido en toda Alemania. Con este resultado, la Alianza se posicionó como la tercera fuerza política, detrás de la AfD y la CDU.
Dado este escenario, la participación de la Alianza fue clave para la formación de un gobierno que excluyera a la AfD. Esto llevó a Schütz y Wolf a iniciar una serie de negociaciones con la CDU y el SPD para establecer un gobierno tripartito. Finalmente, en noviembre de 2024, se alcanzó un acuerdo que convirtió al demócrata cristiano Mario Voigt en Ministro-Presidente de Turingia y a Schütz en Ministro Estatal de Digitalización e Infraestructura.
En abril de 2025 renuncio a ser candidato para continuar como colíder de la Alianza y, en su lugar, apoyo a Katja Wolf y Gernot Süßmuth para ocupar este cargo en la colideranza.

## Posiciones
Schütz es uno de los líderes estatales de la Alianza, defendiendo principios progresistas como la justicia social y el bienestar común a través de políticas sociales efectivas. Esto contrasta con algunas posturas de la líder federal de su partido, Sahra Wagenknecht, quien ha expresado críticas hacia ciertos enfoques "woke" del progresismo, apostando por una combinación de justicia social con pragmatismo económico.